# آندرس نوردستروم
آندرس نوردستروم (به انگلیسی: Anders Nordström) (زاده ۹ مارس ۱۹۶۰) یک پزشک سوئدی است که از ۲۲ مه ۲۰۰۶ تا ۸ نوامبر ۲۰۰۶ در سمت سرپرست مدیر کل سازمان بهداشت جهانی (WHO) خدمت کرده‌است.

## فعالیت حرفه‌ای
نوردستروم به عنوان پزشک در موسسه کارولینسکا دوره آموزشی خود را گذراند و دارای تجربه در زمینه سیاست‌گذاری و برنامه‌ریزی سلامت ملی و بین‌المللی و رهبری استراتژیک است. نوردستروم با صلیب سرخ سوئد در کامبوج و کمیته بین‌المللی صلیب سرخ در ایران همکاری داشت. او همچنین بیش از ۱۲ سال، از جمله ۳ سال در زامبیا، برای آژانس همکاری توسعه بین‌المللی سوئد (Sida) خدمت کرده‌است.
در سال ۲۰۰۲، نوردستروم برای مدت کوتاهی به عنوان مدیر اجرایی موقت صندوق جهانی برای مبارزه با ایدز، سل و مالاریا خدمت کرد.
نوردستروم در ژوئیه ۲۰۰۳دستیار مدیر کل برای مدیریت عمومی سازمان جهانی بهداشت شد و در مه ۲۰۰۶ به دلیل مرگ لی جونگ ووک، سرپرست مدیرکل شد. بعدها به عنوان دستیار مدیر کل سازمان جهانی بهداشت در سیستم‌ها و خدمات بهداشتی خدمت کرد، یکی از کمک‌های اصلی او پیشبرد سیاست نیروی انسانی در خدمات بهداشتی، به ویژه برای کشورهای کم درآمد بود.
نوردستروم از ژانویه ۲۰۰۸ تا مه ۲۰۱۰ به عنوان مدیرکل آژانس همکاری توسعه بین‌المللی سوئد SIDA خدمت کرد. در ماه مه ۲۰۱۰، پس از تأثیرات کاهش بودجه سوئد به دلیل بحران مالی و مشکلات آژانس از او درخواست شد که از سمت خود کناره‌گیری کند.
بعدها، در آوریل ۲۰۱۲، گونیا کارلسون، وزیر همکاری‌های توسعه بین‌المللی، نوردستروم را به عنوان «اولین سفیر بهداشت جهانی در جهان» منصوب کرد. او از طرف دولت سوئد عنوان رسمی سفیر را عهده‌دار شد و تیمی را برای نظارت و مشاوره راهبردی برای وزارت امور خارجه رهبری می‌کند، این فعالیت یک مجموعه بهداشتی قابل توجه جهانی را در برمی‌گیرد.
در آوریل ۲۰۱۵، پس از یک دوره تصدی به عنوان سفیر سوئد برای سلامت جهانی، در سال ۲۰۲۰ نوردستروم به عنوان نماینده سازمان جهانی بهداشت در سیرالئون به مدت دو سال منصوب شد. او از سال ۲۰۲۲ به ریاست پنل مستقل برای آمادگی و واکنش به همه‌گیری (IPPPR) منصوب شد که ریاست آن را هلن کلارک و الن جانسون سیرلیف بر عهده دارند. او عضو کمیسیون سلامت همگانی است که توسط چتم هاوس اداره می‌شودو به ریاست مشترک هلن کلارک و جاکایا کیکوته تشکیل شده‌است.